# スリランカ中央銀行爆破事件
スリランカ中央銀行爆破事件（スリランカちゅうおうぎんこうばくはじけん）は1996年1月31日にスリランカの最大都市コロンボで発生した自爆テロ事件。内戦の反体制派タミル・イーラム解放のトラ（LTTE）によって引き起こされた。

## 概要
1996年1月31日、最大都市コロンボで440ポンドの爆発物を積載した車両に乗ったLTTE兵が銃を乱射しながらスリランカ中央銀行に突入して自爆し、銀行と周辺の8つの建物に被害を与えた。
この爆発により、91名が死亡、およそ1,400名が負傷した。また、少なくとも100名が失明した。負傷者にはアメリカ人2名、日本人6名、オランダ人1名が含まれる。被害者の多くが通りすがりの人々や銀行周辺で露店を営んでいた人々であった。その後警察による捜査が行われ、爆発物が北部の都市ジャフナから来ていたことがわかった。
この年には7月にも70名以上が死亡するテロ事件が発生し、スリランカの観光客数は4割低下した。また、LTTEが引き起こした事件の中では2006年まで最も被害の大きな事件であった。